# Werm
Werm est une section de la commune belge de Hoeselt située en Région flamande dans la province de Limbourg. C'était une commune à part entière jusqu'à la fusion de 1971, date à laquelle elle a été rattachée à Hoesselt.
Werm est située au sud de Hoeselt, le long de la route de Bilzen à Tongres. Elle a porté le nom de Wasmes durant une certaine période d'occupation française, comme en témoigne la "Carte particulière des environs de Maestricht, partie de Liège Faucquemont, et Pays d'Outre-Meuse" de 1745 .

## Démographie

### Évolution démographique
- Sources: INS, Rem.: 1831 jusqu'en 1961 = recensements[3].

## Monuments

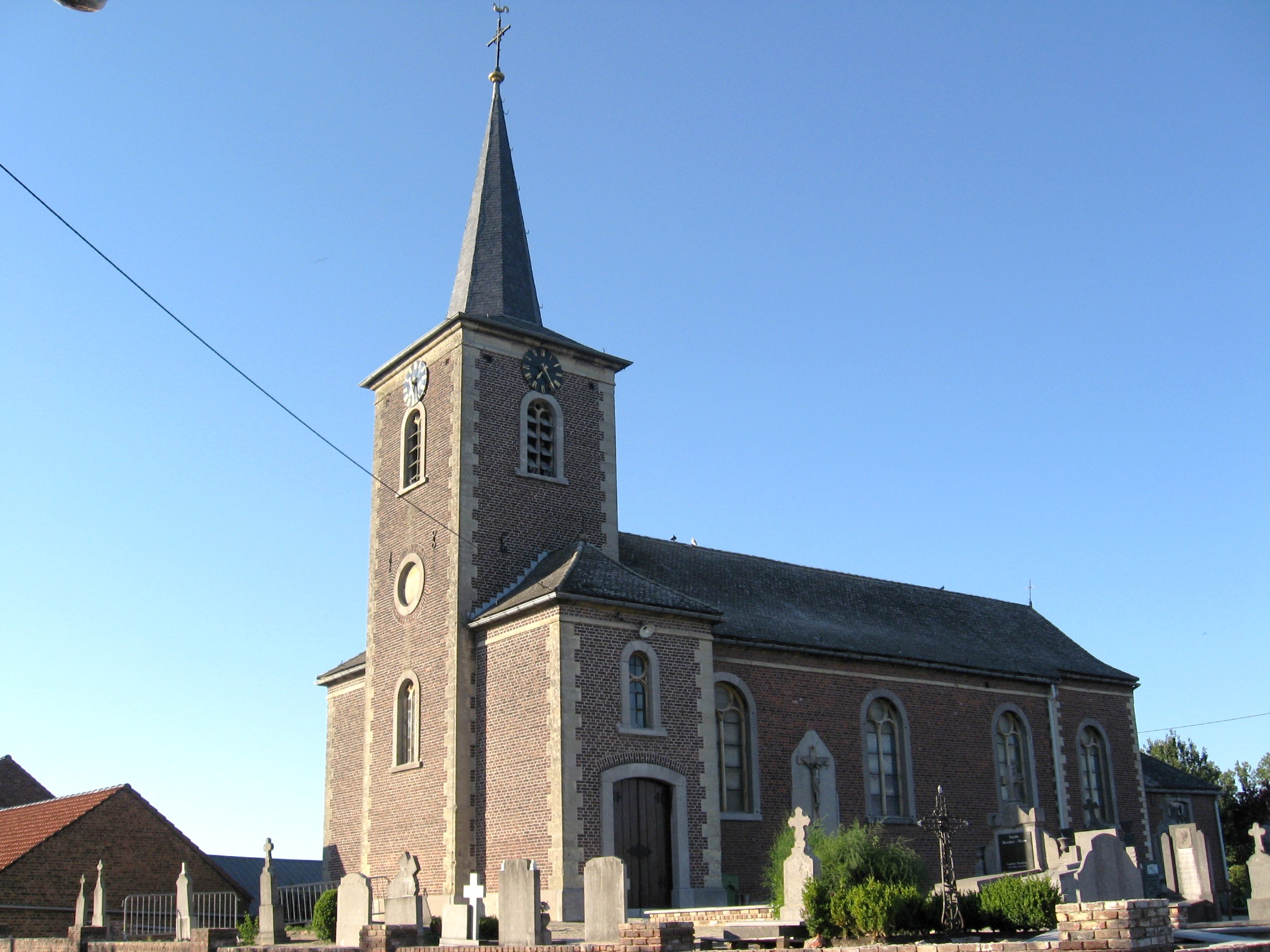
L'église Saint Domitien